# Nintendo World Cup
Nintendo World Cup (яп. 熱血高校ドッジボール部 サッカー編 нэккэцу ко̄ко̄ доддзибо̄ру бу сакка̄ хэн) — видеоигра, разработанная для платформ Nintendo Entertainment System и Game Boy компанией Technos Japan и выпущенная в 1990 году.

## Информация

### Основные правила
В целом игра следует правилам реальной игры в футбол, но с рядом значительных отличий. В каждой команде есть только шесть игроков. (вратарь, два защитника, один полузащитник и два нападающих). Правило офсайда не существует, игра против правил не наказывается, что делает применение физической силы наиболее эффективным способом отбора мяча у соперника.

### Режимы игры
Существует два режима игры:
- Режим чемпионата, где один или два игрока командуют одной из 13 доступных команд и пытаются одолеть компьютерного оппонента.
- Режим противостояния, позволяющий играть двум командам на разнообразных типах полей при настраиваемой погоде. В игре могут принимать участие до четырёх игроков (возможно только при использовании NES Four Score или NES Satellite).

В игре имеется большое количество настраиваемых (режим противостояния) и ненастраиваемых (режим чемпионата) опций. Начиная с погоды, которая может вообще не позволить вам играть (например, если вы зальете поле водой и устроите грозу с частыми молниями, то обе команды все время будут выведены из строя ударами молний) и заканчивая индивидуальными особенностями игроков команды (сила, выносливость, скорость бега, мораль и т. п.)

### Участники
- Англия
- Аргентина
- Бразилия
- Германия
- Испания
- Италия
- Камерун
- Мексика
- Нидерланды
- СССР
- США
- Франция
- Япония

### Особенности
Присутствуют так же и суперудары. В сборной Японии, в отличие от остальных команд, у каждого члена команды данный вид атаки индивидуален и варьируется от простого цветоизменения и деформации мяча в движении с ускорением и заканчивая его полным преобразованием в другие физические объекты (например, животных) и полётом по совершенно невообразимым траекториям. При попадании мяча, находящегося в состоянии «суперудара», в любого из игроков, кроме того, кто наносил суперудар, мяч выводит игрока из строя на длительное время. В зависимости от физических параметров игрока, наносившего суперудар, а также принявшего его на себя, мяч может либо перейти в обычное состояние, замедлиться и отскочить, либо продолжить движение к воротам в том же состоянии. Кроме того, каждое попадание мяча в игрока (касается и вратарей), особенно суперудары, уменьшают его выносливость к физическим атакам.

### Тактика
Тактика игры сводится к забиванию максимального количества голов в ворота соперников и постепенному повышению своего рейтинга в турнирной таблице. Финальный матч за кубок мира вы будете играть со сборной Германии. Однако, кроме соревновательной части, у игрового процесса присутствует непередаваемый шарм. Кто-то находит его в постоянных потасовках за мяч, кто-то в поиске и заманиванию противника в ловушки, образованные естественными препятствиями, кто-то в обманывании вратаря и обходу защиты. Свойственный игре юмор трудно передать словами или просто увидеть, нужно в неё поиграть.